# Paratexto
O paratexto (do grego para: ao lado de, perto de) é, em termos simplistas, um texto que acompanha o texto principal. Em termos mais desenvolvidos, ele é constituído pelos elementos verbais e visuais que enquadram o texto propriamente dito e que o apresentam ao leitor e ao público em geral como livro, oferecendo informações de teor pragmático, semântico e estético-literário, que suportam de modo relevante a leitura. Gérard Genette, que cunhou o termo, define o paratexto nos seus limites em que este se pode considerar como uma fronteira entre o texto impresso e a leitura e interpretação, desse mesmo texto.
O paratexto pode ser verbal, como são os casos dos nomes dos autores, dos editores, dos títulos e subtítulos, das dedicatórias, dos prefácios e posfácio, etc; ou icónicos, como as ilustrações, fotos, esquemas, etc. Relativamente à emissão, ele pode ser da autoria do autor, do editor ou de outra entidade, como um tradutor ou um especialista.

## Tipologias

### Capa
A capa impressa (de papel, cartão ou outro material) é algo bastante recente, esta é datada do início do século XIX. A capa nos dias correntes são compostas pelos mais diversos elementos e referências, mas obrigatoriamente terão que constar o nome do autor, o título da obra e o logótipo do editor.
Alguns dos elementos que podem constar na capa são os seguintes: nome ou pseudónimo do autor; título; género; dedicatória; um pequeno resumo biográfico do autor; a assinatura do autor; uma ilustração, número da edição, data, preço, ISBN, etc.
A capa, para além do seu propósito mais basilar que é compilar o conteúdo e referenciar a obra, hoje converte-se em mais um veículo publicitário. Em que os seus elementos, estruturação e imagem são concebidos pelo propósito de uma estratégia de marketing de forma a aumentar as vendas.

### Please-insert
O please-insert (le prière d'insérer), pelo menos em França é referenciado com uma tipologia mais moderna. Este de uma forma simples é um encarte que contem informações sobre o trabalho (obra/livro) e que é particularmente direcionado aos críticos.

### Título
O título corresponde a uma palavra ou grupo de palavras que identificam um texto escrito à mão ou impresso. Dos paratextos mais reconhecidos, é através do título que se estabelece o primeiro contacto com a obra e se procede à primeira interpretação.

### Frontispício

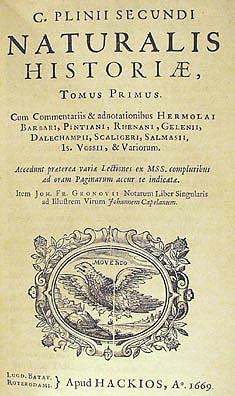
Página de rosto de Plinius maior's Naturalis Historia

O frontispício é o anglicismo para frontpage. Este na sua forma mais clássica incorpora os mais relevantes conteúdos. Mas o principal, é que este é a "cara" da obra/livro. Pode, também, ser designado por: página de rosto, folha de rosto, portada ou só rosto.
É estruturado de uma forma especifica que enumera a essência da obra e por vezes do seu autor ou mesmo editor. Pode conter os seguintes elementos: título, autor, editor, ilustração, tipo, volume, edição, localização e ano.

### Índice
O índice corresponde a uma lista dos assuntos tratados ou das secções de uma obra, que remetem para as respetivas páginas.